# 조지 H. 콥
조지 헨리 콥(George Henry Cobb, 1864년 10월 10일, 뉴욕주 하운스필드 ~ 1943년 1월)은 미국의 정치인으로 뉴욕주 부지사 권한대행이다.

## 경력
- 1891 변호사 자격증 취득
- 1898 하운스필드 시티 기록자
- 1899 ~ 1904 제퍼슨 카운티 지방 검사
- 1905 ~ 1912 제128·129·130·131·132·133·134·135대 미국 뉴욕 제35구 상원의원
- 1910.03 ~ 1910.12 뉴욕 상원 다수당 대표
- 1910.03 ~ 1910.12 뉴욕 상원 임시의장
- 1910.10 ~ 1910.12 뉴욕 부지사 권한대행
- 1915 파나마 태평양 국제 박람회 뉴욕주 위원회 위원
- 1921 ~ 1926.01 뉴욕주 영화검열위원회 위원

## 역대 선거 결과
| 선거명      | 직책명                 | 대수  | 정당   | 득표율 | 득표수   | 결과 | 당락             |
| ----------- | ---------------------- | ----- | ------ | ------ | -------- | ---- | ---------------- |
| 1904년 선거 | 상원의원 (뉴욕 제35부) | 128대 | 공화당 | 60.07% | 16,261표 | 1위  | 뉴욕 주의원 당선 |
| 1906년 선거 | 상원의원 (뉴욕 제35부) | 130대 | 공화당 | 64.43% | 14,142표 | 1위  | 뉴욕 주의원 당선 |
| 1908년 선거 | 상원의원 (뉴욕 제35부) | 132대 | 공화당 | 57.10% | 21,522표 | 1위  | 뉴욕 주의원 당선 |
| 1910년 선거 | 상원의원 (뉴욕 제35부) | 134대 | 공화당 | 52.73% | 16,689표 | 1위  | 뉴욕 주의원 당선 |